# Colton Harris-Moore
Colton Harris-Moore (* 22. März 1991 in Camano Island, Washington) ist ein US-amerikanischer Krimineller. Er wurde wegen des Diebstahls mehrerer Kleinflugzeuge, Autos und Boote sowie wegen über 100 Einbrüchen und Diebstählen in den USA und Kanada gesucht und 2010 verhaftet. Seit 2008 befand sich der damals jugendliche Kriminelle auf der Flucht. In der Öffentlichkeit wurde er als „The Barefoot Bandit“ und „Barefoot Burglar“ (deutsch: der barfüßige Bandit / Einbrecher) bekannt.

## Leben

### Kindheit und Jugend
Colton Harris-Moore wurde als einziger Sohn von Pam Kohler und Gordon Moore auf Camano Island (Washington) geboren. Die Eltern, die nie verheiratet waren, trennten sich, als Colton zwei Jahre alt war; der Junge wuchs bei seiner Mutter auf, sein Vater übernahm die Unterhaltskosten und Fürsorgeverpflichtungen. Pam Kohler heiratete kurz nach der Trennung einen Milchbauern, der jedoch an einer Überdosis Heroin starb, als Colton sieben Jahre alt war.
Als Kind setzte sich Harris-Moore eigene Regeln. Er lief mehrfach von zuhause weg und versteckte sich oft für Tage in den Wäldern von Island County. Den Schulbesuch versäumte er häufig. Auch verübte er mehrere Einbrüche und stahl unter anderem einen Laptop und ein Walkie-Talkie in einer Hypothekenbank  sowie eine Videokamera an der Stanwood Middle School. Im Anschluss daran gab er vor der Schuldirektorin an, er wisse nicht, wie er mit dem Stehlen aufhören könnte. Laut Aussage von Sheriff Brian Legasse in einem Interview im Jahr 2007 war Harris-Moore sehr intelligent und liebenswert.
Ab 2003 häuften sich die Straftaten, als der Zwölfjährige wegen des Besitzes von gestohlenem Eigentum zu elf Tagen Jugendarrest und 16 Stunden gemeinnütziger Sozialarbeit verurteilt wurde. Einige Monate später, als man ihm nachweisen konnte, dass er mehrere Gebäude in Snohomish County beschädigt hatte, wurde er zu weiteren zehn Tagen Haft verurteilt. Nachdem er einen Überfall auf einen Kiosk verübt hatte, wurde er zu einer Geldstrafe von 100 Dollar verurteilt. All diese Straftaten beging Colton Harris-Moore vor seinem zwölften Geburtstag. 2005 brach er in die Stanford-Bücherei ein; erneut musste er sich vor Gericht verantworten.
Im Juli 2006 wurde Harris-Moore verdächtigt, eine Kreditkarte gestohlen und damit Bargeld in Höhe von 3.700 Dollar abgehoben zu haben. Der Anhörung vor Gericht blieb er fern und floh in die Wälder. Es vergingen sieben Monate, ehe ihn die Polizei fassen konnte. Mit einer weiteren gestohlenen Kreditkarte hatte er sich lebensnotwendige Utensilien wie ein Zelt und Lebensmittel besorgt und so im Wald gehaust. Auch war er in Häuser und Autos eingebrochen und hatte sich so seinen Lebensunterhalt finanziert. Die Festnahme in der Nacht auf den 9. Februar 2007 erfolgte auf frischer Tat, als Harris-Moore gerade in ein Haus eingestiegen war. Colton Harris-Moore wurde wegen verschiedener Delikte zu einer Freiheitsstrafe von drei Jahren verurteilt. Nachdem er einen Teil dieser Haftstrafe in einem Hochsicherheitsgefängnis verbüßt hatte, wurde er wegen guter Führung nach Griffin Home, eine für jugendliche Straftäter konzipierte Einrichtung in Renton (King County, Washington), überstellt. Am 29. April 2008 zerbrach er ein Fenster in seinem Schlafzimmer auf und floh.

### Flucht
Im Monat nach Harris-Moores Flucht aus Renton wurden aus Camano Island, der Heimat des Flüchtigen, 41 Einbrüche aller Art gemeldet. Obwohl der Sheriff eine großangelegte Suchaktion startete, blieb diese erfolglos. Allein in das Haus von Carol Star, der Nachbarin von Coltons Mutter, wurde dreimal eingebrochen und  ihr Mercedes-Benz gestohlen. Beinahe gelang es dem stellvertretenden County-Sheriff, Harris-Moore zu ergreifen: Kurz vor Mitternacht am 17. Juli 2008 entdeckte er das gestohlene Fahrzeug in der Nähe einer Drogerie, am Steuer der Flüchtige. Im letzten Augenblick gelang es Harris-Moore, aus dem fahrenden Fahrzeug zu springen und in den nahen Wald zu fliehen.
Im Auto von Carol Star entdeckte die Polizei eine Digitalkamera mit zahlreichen von Harris-Moore geschossenen Aufnahmen, die ihn in gestohlener Kleidung zeigten, im Ohr die Kopfhörer eines ebenso illegal beschafften iPod. Diese Aufnahmen gingen um die Welt. In der Zwischenzeit formierten sich neben Menschen, die das Treiben des Jugendlichen als Straftaten werteten, auch Gruppierungen, die Harris-Moore als „dummen Jungen“ beschrieben, und solche, die ihn zum Teil auch für sein gesetzloses Leben bewunderten.
Kurze Zeit später beging Colton einen Einbruch in einen Heimwerkerladen auf Orcas Island. Da er sich barfuß vom Tatort entfernt hatte und auch ein Fußabdruck von der Polizei sichergestellt werden konnte, erhielt Harris-Moore in der Öffentlichkeit den Spitznamen Barefoot Burglar. Im Frühsommer 2008 brach Harris-Moore in zahlreiche Geschäfte und Läden in den beiden Counties Island und San Juan ein. Auch zählten eine Bank, ein Café und zahlreiche Eigentumswohnungen und Einfamilienhäuser zu seinen Raubobjekten. Da er stets auf die Dächer kletterte und durch Oberlichter in die Gebäude gelangte, umging er die Alarmanlagen.
Obwohl Colton nie Flugstunden bekommen hatte, stahl er am 12. November 2008 eine Cessna 182, mit der er über die Kaskadenkette ins über 300 Meilen entfernte Yakima gelangte. Hier kam es zu einer Bruchlandung, bei der das Flugzeug total zerstört wurde. Der Sachschaden betrug 150.000 Dollar. Harris-Moore entfernte sich unverletzt vom Ort des Absturzes. Unmittelbar danach wurde Harris-Moore auf die Fahndungslisten des Federal Bureau of Investigation (FBI), der Federal Aviation Administration (FAA) und der Royal Canadian Mounted Police gesetzt.
Knapp ein Jahr tauchte Harris-Moore unter, bis die Ermittler feststellen konnten, dass er am 29. September 2009 eine Cessna aus einem Hangar in Bonners Ferry in Boundary County (Idaho) gestohlen hatte und mit dieser 418 Kilometer weit nach Granite Falls (Snohomish County, Washington) gelangt war. Dort ging ihm der Sprit aus und er musste das Flugzeug notlanden. Ebenso verhielt es sich am 11. Februar 2010, als er an Bord einer Cirrus SR22 von Anacortes nach Orcas Island geflogen war.
In diesen Monaten beging Harris-Moore entlang der amerikanisch-kanadischen Grenze Straftaten. Da er mit seinen Flügen und Diebstählen auch kanadisches Staatsgebiet betrat, wurde auch von kanadischer Seite intensiv nach dem Jungen gefahndet.
Colton Harris-Moore verursachte einen Sachschaden von 1,5 Millionen Dollar. Auch hatte er längst den Schritt vom Kleinkriminellen zum Schwerverbrecher überschritten, als er im Juni 2009 in ein Polizeiauto des Deputy-Sheriffs des Island County eingebrochen war und sich so mit Sturmgewehr und Munition bewaffnet hatte. Ebenfalls stahl er von einem Flugplatz in Creston in der kanadischen Provinz British Columbia neben Bier und Lebensmitteln auch eine weitere Faustfeuerwaffe.

### Festnahme
Nach über zwei Jahren, in denen die Polizei nach Colton Harris-Moore fahndete, war sie am 11. Juli 2010 erfolgreich. Mit einem gestohlenen Flugzeug hatte es Harris-Moore bis auf die Bahamas geschafft. Dort stahl er auf der Insel Eleuthera kurz vor Sonnenaufgang am 11. Juli 2010 ein Schnellboot. Die Polizei nahm die Verfolgung auf, schoss das Boot verkehrsuntüchtig und nahm Harris-Moore fest. Er wurde nach Nassau gebracht und am 21. Juli an die USA ausgeliefert. Am 16. Dezember 2011 wurde Harris-Moore von einem US-Gericht zu sieben Jahren Gefängnis verurteilt.
Seit 2016 ist er wieder auf freiem Fuß und in diversen Branchen, etwa der Immobilienbranche, tätig.

## Rezeption
Colton Harris-Moore wurde bald idolisiert. Es formierte sich ein Fanclub, sein Gesicht schmückt T-Shirts und mehrere Fans schrieben oder widmeten ihm Songs.
Die Filmemacher Andrew und Adam Grey drehten 2014 den Dokumentarfilm Fly Colt Fly über Harris-Moore.
Der Jugendroman Mich kriegt ihr nicht der französischen Schriftstellerin Pascale Maret basiert auf dem Leben von Harris-Moore.